# Неврокопска българска община
Неврокопската българска община е гражданско-църковно сдружение на българите екзархисти, създадено през втората половина на XIX век в град Неврокоп, тогава в Османската империя. Размахът на дейността на общината в годините 1870 – 1894 надхвърля териториалните граници на Неврокопска каза и тя подпомага обществените дела на българите и в Драмско, Сярско и Мелнишко.

## История
Общината е призната от османските власти по време на Кримската война (1853 – 1856). Първите известни нейни документи са от 1860 година и са свързани с борбата на българското население от града с гръцкото духовенство за църковна независимост и новобългарска просвета. Общината подпомага откриването на български училища, издържа учителите и бедни ученици и набавя учебници, учебни пособия.
Пръв председател на общината от 1860 до 1871 година е Илия Дуков, в чийто дом в 1864 година се провежда съвещание, на което е решено да се активизира и националноосвободителната борба. Активни дейци на общината са Никола Мандушев, Георги Костов и Димитър Ножаров.
През 1862 година в Неврокоп се открива взаимно училище с първи учител Тодор Ненов от село Райковци, Дряновско, а през 1867 година е разкрито и девическо училище. Владиката Агатангел Драмски дава на българите половината от градското училище, но след протести на гъркоманите българи и власи българското училище е затворено а Ненов - изгонен. Българите в града обаче заплашват с уния и след настояване на владиката Агатангел пред властите, в Неврокоп отново е отворено българско училище, в което преподава Атанас Божков. И двамата учители са издържани от българската община, подпомагана годишно с три хиляди гроша от Никола Тошков.
Борбата на Неврокопската българска община с гръцкото духовенство за църковна независимост и новобългарска просвета е тежка, а оплакванията на българите са основателни. Настоятелят на Неврокопската община Георги Костов Исерлакли в писмо от 11 май 1863 година описва църковната служба на празника на Кирил и Методий, отслужена на български език. Гъркоманите в Неврокоп забраняват на свещеника да отслужи литургията в църквата, за да не мине под българско влияние. Тържеството се провежда в училището от свещеник Христофор.
Учебното дело в Неврокоп е подпомогнато от Стефан Веркович, който поддържа постоянна връзка с Неврокопската българска община и училищното настоятелство, заради което българската община му гласува официално писмено доверие заради усилията му по защита на българщината.
В края на 1865 година Неврокопската българска община информира Христо Тъпчилещов, с когото поддържа редовна връзка, че българите се отказват окончателно и напълно от Цариградската патриаршия. В същата 1865 година в града отваря врати читалище „Зора“. В 1869 година общината е инициатор за провеждането на Народния събор в Гайтаниново. В 1870 година е основано женско дружество „Ученолюбие“. През 1873 година тук се създава учителско дружество „Просвещение“, което играе важна роля в борбите на българите в Неврокопско и целия Серски санджак за национална просвета и култура. Положително влияние за културното възраждане на Неврокоп имат българските общини в градовете Пловдив и Пазарджик, които го подпомагат с учители, учебни пособия, книжнина и пари.
С писмо от 3 февруари 1870 година Неврокопската българска община информира руския посланик в Цариград граф Николай Игнатиев за непрекъснатите интриги и атаки на гръцката пропаганда в града.
На 11 май 1871 година общината прераства в казалийска (околийска) и обединява българите в Неврокопска каза. На всенародно събрание проведено в дома на братя Полизоеви за председател е избран поп Харитон Карпузов, а за седалище на общината е одобрена къщата-хан на Константин Дуко.
След Руско-Турската освободителна война и Берлинския конгрес от 1878 година Неврокоп, както цяла Македония остава в рамките на Отоманската империя. Решението на великите сили да разпокъсат българските земи не спира процеса на национално обединение. През май 1878 година Георги Иванов и Атанас Грозданов от името на Неврокопската българска община подписват Мемоара на българските църковно-училищни общини в Македония, с който се иска присъединяване на Македония към новообразуващата се българска държава.
След войната в града има 600 – 700 български семейства и 40-50 влашки. Българската община с председател свещеник Димитър Икономов поддържа едно мъжко и едно девическо училище, което се помещава в метоха на Рилския манастир. Неврокопската община иска да построи църква, но среща съпротивата на неврокопския патриаршески митрополит. След Съединението Неврокопската община получава парична подкрепа за своите училища чрез поп Андон Жостов, който имал грижата за училищното и църковното дело в Сярско. В началото на февруари 1885 г. по донос на гръцкия митрополит били направени обиски от полицията и затворени членовете на Неврокопската българска община – Георги Чаракчиев, Георги Дишлиев, Симеон Шейнов и Личо Батаклиев.
В 1890 година Българската екзархия назначава за председател на общината поп Никола Саев от Белица. Благодарение на сдържаното си поведение, той успява да въведе един по-добър ред в обществените работи в Неврокопско. През 1891 година Георги Стрезов пише, че броя на къщите в Неврокоп възлиза на 1229 с около 11000 жители - повечето турци. Християните живеят в две махали - Варош и Кумсала. Напоследък са се заселили и доста евреи, които съсредоточават градската търговия в свои ръце. Има две църкви, от които по-хубавата във Вароша е под контрола на гъркоманите. В града функционира българско мъжко и девическо училище с 80 ученици. Има също мъжко и девическо гръцко училище. Мъжкото училище има около 30 ученици.
В 1893/1894 година главен учител е Г. Николов. След продължителни и упорити борби на местните българи от Неврокопския край, през 1894 година със султански берат в града е учредена Неврокопската българска митрополия, подведомствена на Българската екзархия с първи предстоятел митрополит Иларион. В 1894/1895 година училището има 102 ученици, от които завършват 49, а учители са Димитър Гугов, главен учител, Ангел Иванов от Мусомища, Димитър Манолев и Василка Костадинова. В 1897/1898 година учители са Никола Икономов от Каракьой и Костадин Звънчаров от Неврокоп.
В 1900/1901 година учители са Лука Поптеофилов от Белица, главен учител, Илия Балтов от Прилеп, Никола Икономов от Каракьой, Георги Караниколов от Неврокоп и Анастасия Апостолакева от Битоля. На следната 1901/1902 година главен учител става Иван Бележков, като за учители остават Балтов, Караниколов и Апостолакева (Апостолова), а новоназначени са Илия Попиванов от Балдево и Стоян Мълчанков от Скребатно.
| Учители в 1901/1902 година | Учители в 1901/1902 година | Учители в 1901/1902 година | Учители в 1901/1902 година | Учители в 1901/1902 година                                                 |
| Номер                      | Име                        | Възраст                    | Месторождение              | Образование                                                                |
| -------------------------- | -------------------------- | -------------------------- | -------------------------- | -------------------------------------------------------------------------- |
| 1.                         | Иван М. Бележков           | 36                         | Годлево                    | Солунската българска мъжка гимназия в 1887 година                          |
| 2.                         | Илия Д. Балтов             | 25                         | Прилеп                     | Солунската българска мъжка гимназия в 1895 година                          |
| 3.                         | Стоян Ив. Мълчанков        | 28                         | Скребатно                  | Солунската българска мъжка гимназия в 1898 година                          |
| 4.                         | Илия Попиванов             | 23                         | Балдево                    | III курс на Сярското българско педагогическо училище в 1900 година         |
| 5.                         | Георги Караниколов         | 31                         | Неврокоп                   | II педагогически курс на Солунската българска мъжка гимназия в 1897 година |
| 6.                         | Анастасия Апостолакиева    | 29                         | Битоля                     | V клас на Солунската българска девическа гимназия в 1891 година            |

В 1904/1905 година учителският персонал е напълно подменен.
| Учители в 1904/1905 година | Учители в 1904/1905 година | Учители в 1904/1905 година | Учители в 1904/1905 година | Учители в 1904/1905 година                              |
| Номер                      | Име                        | Възраст                    | Месторождение              | Образование                                             |
| -------------------------- | -------------------------- | -------------------------- | -------------------------- | ------------------------------------------------------- |
| 1.                         | Георги Трайчев             | 35                         | Прилеп                     | Солунската българска мъжка гимназия в 1889 година       |
| 2.                         | Елена Калайджиева          | 23                         | Долна Сингартия            | Солунската българска девическа гимназия в 1889 година   |
| 3.                         | Иван Кефалов (Кефалиев)    | 24                         | Фотовища                   | Сярското българско педагогическо училище в 1902 година  |
| 4.                         | Вангел Попангелов          | 22                         | Фотовища                   | Цариградската българска духовна семинария в 1904 година |
| 5.                         | Георги Стойков             | 23                         | Фотовища                   | Сярското българско педагогическо училище в 1903 година  |
| 6.                         | Васил Хаджипетров          | 25                         | Гайтаниново                | Сярското българско педагогическо училище в 1897 година  |
| 7.                         | Мария Димитрова            | 24                         | Зърнево                    | Солунската българска девическа гимназия в 1889 година   |